# Joseph et la Fille
Pour plus de détails, voir Fiche technique et Distribution.
Joseph et la Fille est un film français réalisé par Xavier de Choudens et sorti en 2010.

## Synopsis
Joseph vient de passer vingt ans en prison. À peine libéré, il n'a qu'une obsession : préparer un ultime braquage. Pour monter ce coup de maître, il a besoin d'un complice. Ne pouvant se fier à personne, il décide d'initier au métier Julie, vingt ans, fille de son ancien codétenu. Le trouble s’immisce entre ces deux êtres que tout oppose.

## Fiche technique
- Titre : Joseph et la Fille
- Réalisation : Xavier de Choudens
- Scénario : Xavier de Choudens
- Photographie : Gordon Spooner
- Musique : Nathaniel Mechaly, Xavier Jamaux
- Décors : Jean-Baptiste Poirot
- Montage : Sophie Reine
- Son : Gilles Vivier
- Sociétés de production : Thelma Films - Cine Nomine - France 2 Cinéma
- Pays de production :  France
- Genre : thriller
- Durée : 86 minutes
- Date de sortie : France - 18 août 2010

## Distribution
- Jacques Dutronc : Joseph
- Hafsia Herzi : Julie
- Aurélien Recoing : Raphaël
- Denis Ménochet : Franck
- Thierry Gibault : Olivier
- Marc Bodnar : Patrick
- Georges Delettrez : le commissaire-priseur
- Antoine Saulnier : l'agent Drouot
- Fabrice Cals : le chauffeur de la cliente de la vente aux enchères
- Marie-Claude Auribault : une cliente de la vente aux enchères
- Christian Sourdille : un client de la vente aux enchères
- Marc Rousseau : l'employé du casino

## Autour du film
Le réalisateur Xavier de Choudens dit s'être « lointainement inspiré » du roman de Yasunari Kawabata Les Belles Endormies (1960). Dans le Japon du début du XXe siècle, un vieil homme vient s’endormir auprès de jeunes femmes sous narcotiques. Le cinéaste avait déjà essayé de l’adapter sans y parvenir, mais l’idée de cette relation amoureuse un peu interdite est restée dans Joseph et la Fille. 
Lieux des tournages :
- Maisons-Laffitte ;
- Forges-les-eaux.
- Pontoise